# Racopilaceae
Racopilaceae là một họ rêu trong bộ Isobryales.